# Heavy Mental
Heavy Mental è il primo album in studio del rapper statunitense Killah Priest, pubblicato nel 1998.

## Tracce
1. Intro – 0:53
2. One Step (Featuring Tekitha & Hell Razah) – 4:20
3. Blessed Are Those – 3:28
4. From Then Till Now – 3:44
5. Cross My Heart (Featuring Inspectah Deck & Genius/GZA) – 3:46
6. Fake MC's – 3:36
7. It's Over – 3:29
8. Crusaids – 0:58
9. Tai Chi (Featuring Hell Razah, 60 Second Assassin & Father Lord: R.I.P.) – 4:02
10. Heavy Mental – 4:16
11. If You Don't Know (Featuring Ol' Dirty Bastard) – 5:15
12. Atoms to Adam (Featuring Shangai the Messenger) – 5:28
13. High Explosives – 3:04
14. Wisdom – 2:03
15. B.I.B.L.E. – 4:52
16. Mystic City – 4:11
17. Information – 4:42
18. Science Projects (Featuring Hell Razah) – 4:19
19. Almost There – 3:55
20. The Professional – 3:48